# Кравчик лусонський
Кра́вчик лусонський (Orthotomus derbianus) — вид горобцеподібних птахів родини тамікових (Cisticolidae). Ендемік Філіппін.

## Підвиди
Виділяють два підвиди:
- O. d. derbianus Moore, F, 1855 — центральний і південний Лусон;
- O. d. nilesi Parkes, 1988 — острів Катандуанес.

## Поширення і екологія
Лусонські кравчики мешкають на півночі Філіппінського архіпелагу. Вони живуть у вологих рівнинних тропічних лісах і в мангрових лісах.